# Сан-Веллі (Невада)
Сан-Веллі (англ. Sun Valley) — переписна місцевість (CDP) в США, в окрузі Вошо штату Невада. Населення — 21 178 осіб (2020).

## Географія
Сан-Веллі розташований за координатами 39°36′38″ пн. ш. 119°46′35″ зх. д. / 39.61056° пн. ш. 119.77639° зх. д. (39.610454, -119.776464).  За даними Бюро перепису населення США в 2010 році переписна місцевість мала площу 38,59 км², уся площа — суходіл.

## Демографія
Згідно з переписом 2010 року, у переписній місцевості мешкало 19 299 осіб у 6171 домогосподарстві у складі 4500 родин. Густота населення становила 500 осіб/км².  Було 6648 помешкань (172/км²).
Расовий склад населення:
| - 71,3 % — білих - 2,0 % — азіатів - 1,8 % — корінних американців - 1,4 % — чорних або афроамериканців - 0,6 % — вихідців з тихоокеанських островів - 19,0 % — осіб інших рас |

До двох чи більше рас належало 3,8 %. Частка іспаномовних становила 36,4 % від усіх жителів.
За віковим діапазоном населення розподілялося таким чином: 28,6 % — особи молодші 18 років, 61,4 % — особи у віці 18—64 років, 10,0 % — особи у віці 65 років та старші. Медіана віку мешканця становила 34,7 року. На 100 осіб жіночої статі у переписній місцевості припадало 103,4 чоловіків;  на 100 жінок у віці від 18 років та старших — 103,1 чоловіків також старших 18 років.
Середній дохід на одне домашнє господарство  становив 52 000 доларів США (медіана — 44 013), а середній дохід на одну сім'ю — 51 672 долари (медіана — 46 399). Медіана доходів становила 32 445 доларів для чоловіків та 31 264 долари для жінок. За межею бідності перебувало 19,6 % осіб, у тому числі 32,3 % дітей у віці до 18 років та 8,6 % осіб у віці 65 років та старших.
Цивільне працевлаштоване населення становило 8404 особи. Основні галузі зайнятості: мистецтво, розваги та відпочинок — 19,8 %, роздрібна торгівля — 15,5 %, науковці, спеціалісти, менеджери — 12,1 %, виробництво — 10,8 %.